# Marion County (Georgia)
Marion County is een county in de Amerikaanse staat Georgia.
De county heeft een landoppervlakte van 951 km² en telt 7.144 inwoners (volkstelling 2000). De hoofdplaats is Buena Vista.